# Калиновка (Пачелмський район)
Кали́новка (рос. Калиновка) — село у складі Пачелмського району Пензенської області, Росія.
Населення — 389 осіб (2010; 478 у 2002).
Національний склад станом на 2002 рік:
- росіяни — 98 %